# California Love
California Love is een single van de Amerikaanse rapper 2Pac met Dr. Dre en Roger Troutman, uitgebracht op 28 december 1995. Het nummer werd vrijgegeven als 2Pacs comebacksingle na zijn vrijlating uit de gevangenis in 1995. Het was de eerste single van het album All Eyez on Me uit 1996. Het nummer stond twee weken op de eerste positie in de Billboard Hot 100.
De sample met de elektronisch klinkende stem, werd uitgevoerd door Troutman op een talkbox. Een synthesizerklank werd door een speciaal type speaker door een rubberen darm gestuurd, die in de mond wordt gestopt om er zo woorden mee te articuleren. De piano- en blazerssample komt van Joe Cocker's Woman to woman en er werd een tekstgedeelte ontleend aan West Coast Poplock van Ronnie Hudson & The Street people, geschreven door Troutman.
California Love was op de Rolling Stone's lijst van The 500 Greatest Songs of All Time, op volgorde #346, en #51 in VH1's 100 Greatest songs van de jaren 90.

## Charts
California Love stond twee weken lang bovenaan de Billboard Hot 100. In Nederland kwam California Love op 30 maart 1996 de Top 40 binnen op de tiende plaats en werd Dancesmash op Radio 538.
| Chart (1996)     | Hoogste positie |
| ---------------- | --------------- |
| Verenigde Staten | 1               |
| Engeland         | 2               |
| Nederland        | 10              |

## NPO Radio 2 Top 2000
| Nummer met noteringen in de NPO Radio 2 Top 2000 | '16  | '17  | '18  | '19  | '20  | '21  | '22  | '23  | '24 |
| ------------------------------------------------ | ---- | ---- | ---- | ---- | ---- | ---- | ---- | ---- | --- |
| California Love                                  | 1523 | 1574 | 1163 | 1561 | 1516 | 1355 | 1067 | 1048 | 746 |

1. ↑  Een vetgedrukt getal geeft de hoogste notering aan.
2. ↑  2016 was het eerste jaar met een notering voor dit nummer.